# Jully-sur-Sarce
Jully-sur-Sarce är en kommun i departementet Aube i regionen Grand Est (tidigare regionen Champagne-Ardenne) i nordöstra Frankrike. Kommunen ligger  i kantonen Bar-sur-Seine som ligger i arrondissementet Troyes. År 2022 hade Jully-sur-Sarce 221 invånare.

## Befolkningsutveckling
Antalet invånare i kommunen Jully-sur-Sarce
Referens: INSEE